# دولنی دوبنانی
دولنی دوبنانی (به چکی: Dolní Dubňany) یک منطقهٔ مسکونی در جمهوری چک است که در ناحیه زنویمو واقع شده‌است. دولنی دوبنانی ۸٫۱۲ کیلومتر مربع مساحت و ۴۶۵ نفر جمعیت دارد و ۳۰۹ متر بالاتر از سطح دریا واقع شده‌است.